# Baku Crystal Hall
La Baku Crystal Hall (azero: Bakı Kristal Zalı) è un'arena coperta a Baku. Situata sulla costa cittadina, vicino alla Piazza della bandiera nazionale, è stata costruita fra agosto del 2011 ed aprile 2012, un mese prima dell'Eurovision Song Contest 2012.

## Storia
L'arena è stata costruita per ospitare la 57ª edizione dell'Eurovision Song Contest, ospitata in Azerbaigian in quanto vincitore dell'edizione precedente. Il 2 agosto 2011 è stato siglato un accordo con l'Alpine Bau Deutschland AG per costruire l'arena e sono iniziati i lavori preliminari. Nonostante il costo complessivo dell'opera non sia mai stato reso noto, il governo azero ha stanziato 6 milioni di manat per la sua costruzione. Il 5 settembre 2011 è stato annunciato che l'arena avrà una capienza di 25.000 spettatori ed avrà delle salette VIP.
I lavori si sarebbero dovuti completare il 31 marzo 2012, ma a causa delle condizioni meteorologiche avverse la consegna è stata ritardata di 16 giorni.

## Usi

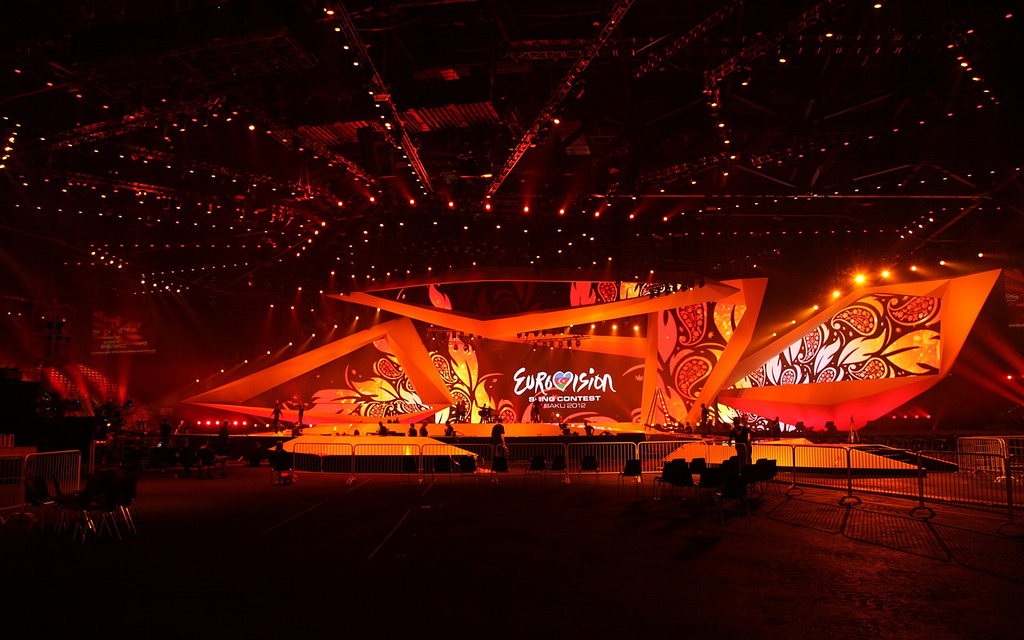
L'Eurovision Song Contest 2012 è stato il primo grande evento ospitato nell'arena

### Concerti
Il primo grande evento ospitato è stata la 57ª edizione dell'Eurovision Song Contest, tenutasi il 22, 24 e 26 maggio 2012. Jennifer Lopez, Shakira e Rihanna si sono successivamente esibite quell'anno nell'arena. Nel 2018 ha ospitato il concerto di Christina Aguilera e un concerto di gala per celebrare il centenario della nascita della Repubblica Democratica di Azerbaigian.

### Sport
La Baku Crystal Hall ha ospitato le competizioni di pallavolo, karate, taekwondo, boxe e scherma ai Giochi europei del 2015 ed ha ospitato le Final Four della Champions League di pallavolo femminile 2013-2014.
Ha ospitato inoltre le Olimpiadi degli scacchi del 2016.